# 伯阳站
伯阳站是一个陇海线上的铁路车站，位于甘肃省天水市麦积区伯阳镇。车站现已撤销拆除。撤销前，仅办理8360次列车通勤业务（上行单向停靠），不办理联网售票（乘客采用上车补票形式乘车）。

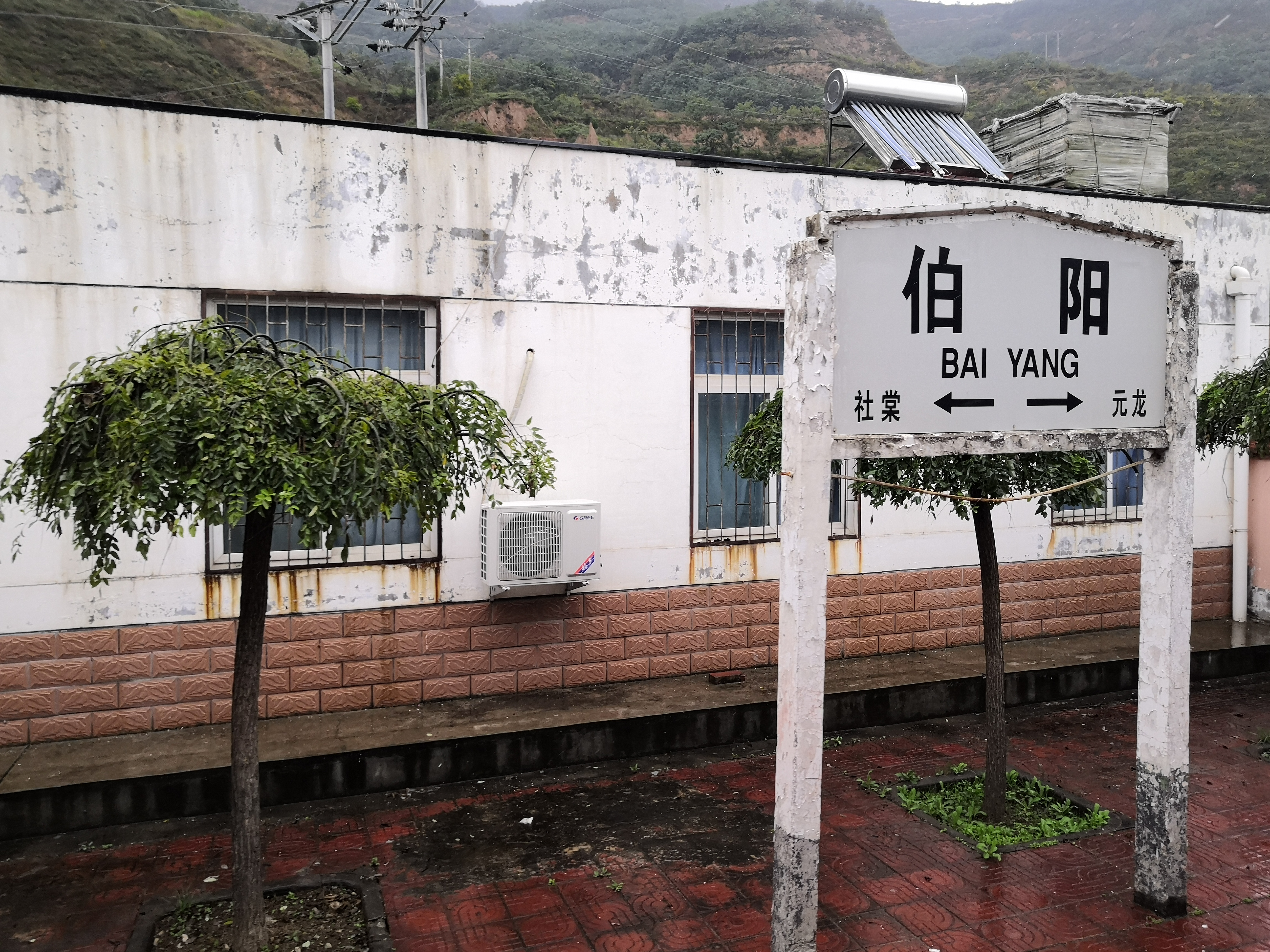
2019年10月，车站站牌

## 历史
- 1945年，车站设立
- 2024年1月18日，车站因铁路改线而撤销[2]